# والنتینا پوپوا (بازیکن تنیس روی میز)
والنتینا پوپوا (روسی: Валентина Ивановна Попова؛ زادهٔ ۱۹۶۰) یک بازیکن تنیس روی میز اهل اسلواکی است. 
وی در مسابقات کشوری و بین‌المللی در مجموع برنده ۹ مدال طلا، ۱ مدال نقره، ۷ مدال برنز شده‌است.